# Shane Webcke

a Compétitions nationales et continentales officielles uniquement.

b Matchs officiels uniquement.
Shane Webcke, né le 28 septembre 1974 à Toowoomba, est un ancien joueur de rugby à XIII australien évoluant au poste de pilier dans les années 1990 et 2000. Au cours de sa carrière, il a été international australien participant la Coupe du monde 2000 et a été sélectionné aux Queensland Maroons pour le State of Origin dans les années 1990 et 2000. En club, il effectue toute sa carrière aux Brisbane Broncos entre 1995 et 2006.